# Ludzianiewiczy

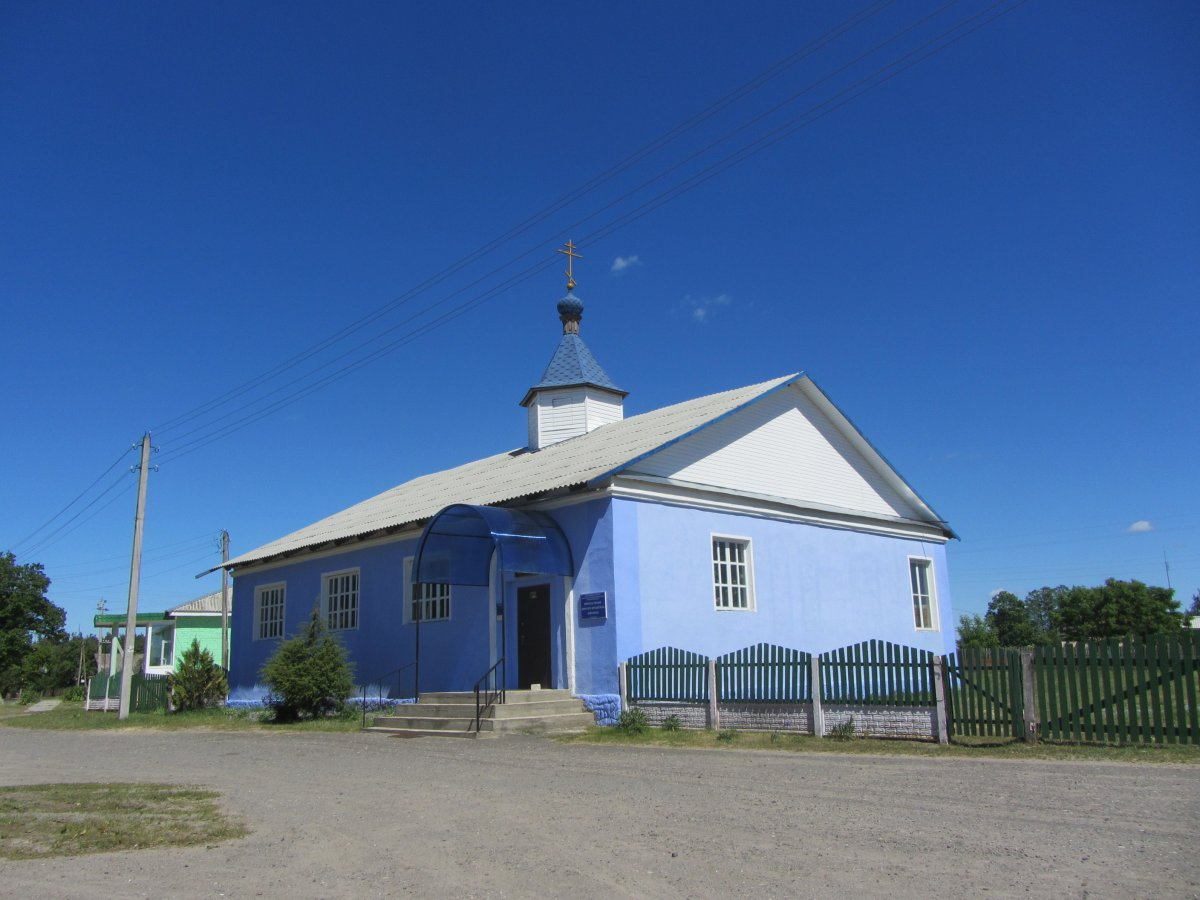
Cerkiew pw. św. Michała Archanioła

Ludzianiewiczy (biał. Людзяневічы; ros. Люденевичи, Ludieniewiczy) – agromiasteczko na Białorusi, w obwodzie homelskim, w rejonie żytkowickim, siedziba administracyjna sielsowietu Ludzianiewiczy. W 2009 roku liczyła 997 mieszkańców. Leży nieopodal drogi Łuniniec-Kalinkowicze oraz linii kolejowej Łuniniec-Homel, przy której znajduje się przystanek kolejowy Ludzianiewiczy.

## Historia
Miejscowość była wzmiankowana w XVI wieku jako wieś w powiecie mozyrskim, w województwa mińskiego, w Wielkim Księstwie Litewskim. W 1755 roku ze środków właściciela wsi Jeleńskiego i jej mieszkańców wzniesiono drewnianą cerkiew Świętego Michała Archanioła. Po drugim rozbiorze Polski w 1793 roku miejscowość znalazła się w granicach Rosji. W 1795 roku wieś liczyła 673 mieszkańców i znajdowały się w niej 84 gospodarstwa. W 1816 roku odnotowano już 108 gospodarstw, a w 1834 – 119 gospodarstw. Według spisu rewizyjnego w 1850 roku populacja wsi wynosiła 631 osób. Według danych z 1876 roku właścicielem miejscowej karczmy oraz 20 830 dziesięcin ziemi we wsi i okolicach był Uwarow. W 1884 roku rozpoczęła działalność szkoła cerkiewna. Po uruchomieniu linii kolejowej Łuniniec-Kalinkowicze w 1886 roku zaczęła funkcjonować stacja kolejowa Ludzianiewiczy. Według danych ze spisu powszechnego w 1897 roku Ludzianiewiczy, wchodzące wówczas w skład wołości Żytkowicze w ujeździe mozyrskim, w guberni mińskiej, liczyły 985 mieszkańców. W owym czasie miejscowość występowała także pod nazwą Zabradoczcza (biał. Забрадочча; ros. Забродочье, Zabrodoczje). Na początku XX wieku znajdowały się we wsi spichlerz, młyn parowy i karczma. W 1903 roku otwarta została szkoła dwuklasowa, przekształcona później w szkołę siedmioletnią. 3 grudnia 1906 roku spłonął miejscowy tartak. W 1908 roku miejscowość liczyła 1427 mieszkańców i obejmowała 175 gospodarstw. Podczas I wojny światowej miejscowy majątek ziemski został napadnięty i uszkodzony. W 1917 roku odnotowano 1535 mieszkańców wsi oraz 23 mieszkańców majątku. W lipcu i sierpniu 1917 roku ludność wsi zajęła ziemie i łąki należące do właścicieli majątku, a następnie zorganizowała komunę w głównej siedzibie właścicieli ziemskich. W 1921 roku spisano w Ludzianiewiczach 384 gospodarstwa, a w 1932 roku – 1932 mieszkańców. 12 maja 1925 roku miał miejsce pożar, który strawił łącznie 254 budynki w 62 gospodarstwach. W latach 20. zorganizowano ośrodek poradnictwa agronomicznego w dawnej siedzibie majątku ziemskiego, uruchomiono cegielnię, młyn, a także dokonano elektryfikacji. W kolejnym dziesięcioleciu powstały we wsi artel szewski i radiowęzeł. 20 sierpnia 1924 roku wieś ustanowiono siedzibą nowo utworzonego sielsowietu Ludzianiewiczy w rejonie żytkowickim, w okręgu mozyrskim (do 26 lipca 1930 roku i potem ponownie od 21 czerwca 1935 roku do 20 lutego 1938 roku), a od 20 lutego 1938 roku w obwodzie poleskim i następnie w obwodzie homelskim od 8 stycznia 1954 roku. W 1930 roku zorganizowany został kołchoz „Nowaje życcio”, w którego skład wchodziły m.in. młyn parowy, cegielnia, warsztaty garncarskie i szewskie oraz kuźnia. W czasie II wojny światowej, po ataku III Rzeszy na Związek Radziecki, wioska znalazła się pod okupacją niemiecką. We wsi działała grupa partyzancka. W 1941 roku Niemcy zabili 64 mieszkańców wsi. Wojska radzieckie odbiły miejscowość 5 lipca 1944 roku. W czasie walk o Ludzianiewiczy zginęło dwóch żołnierzy radzieckich, których pochowano w zbiorowej mogile w centrum wsi. W 1959 roku Ludzianiewiczy liczyły 1078 mieszkańców. Później wieś stała się siedzibą sowchozu „Ludzianiewiczy”. 6 października 2009 roku Ludzianiewiczy otrzymały status agromiasteczka.